# エステバン・テラダス・イ・イリャ
エステバン・テラダス・イ・イリャ（カタルーニャ語: Esteban Terrades i Illa, 1883年9月15日 - 1950年5月9日）は、スペイン・バルセロナ出身の科学者・数学者・工学者。エステベ・テラダス（Esteve Terradas）とも呼ばれる。数学や自然科学の分野で幅広位研究活動を行い、カタルーニャ地方以外では南アメリカなどでも働いた。スペインにおいて航空工学、電力技術、電話技術、工業などの分野で顧問を務めた。レアル・アカデミア・エスパニョーラ会員。

## 経歴

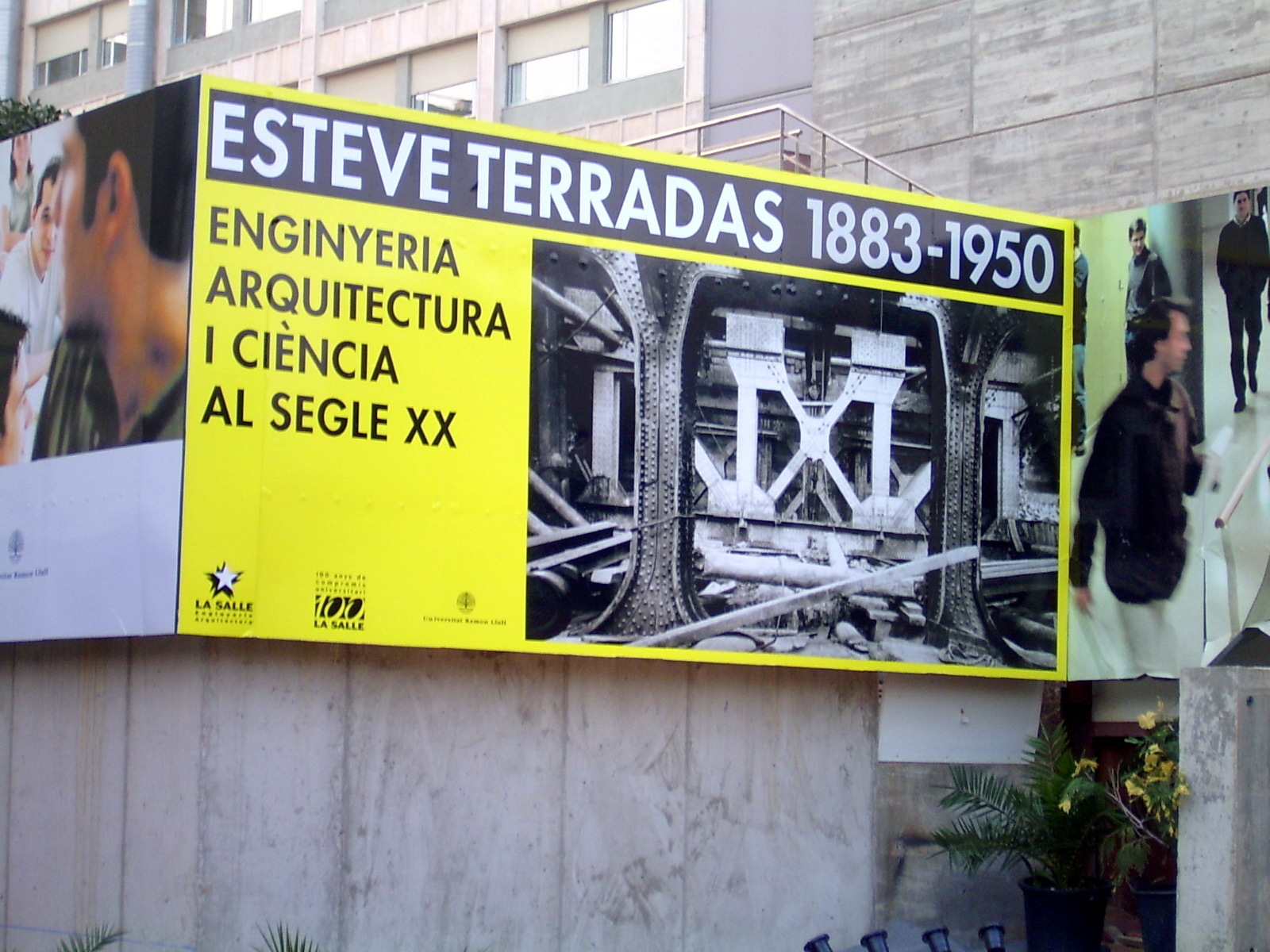
テラダスの追悼展示のポスター

1883年9月15日にバルセロナに生まれた。テラダスは早熟な才能で知られ、1898年に大学に入学した時にはまだ15歳だった。バルセロナ産業工学学校（カタルーニャ工科大学の前身）では工学分野で2つの学士号を取得し、1904年には数学と物理学の2つの博士号を取得した。バルセロナ産業工学学校のほかには、バルセロナ大学、マドリード・コンプルテンセ大学、ドイツのベルリンにある王立シャルロッテンブルク工科大学（ベルリン工科大学の前身）などでも学んでいる。
バルセロナ大学ではまず解析学の教授となり、次いで数理物理学の教授となった。バルセロナ大学では音響学、光学、電気、磁気、古典力学なども教えている。また、スペイン国内ではサラゴサ大学やマドリード・コンプルテンセ大学、アルゼンチンのブエノスアイレス大学やラプラタ国立大学、ウルグアイの共和国大学などでも教鞭をとった。
1912年にはイギリスのケンブリッジ大学で行われた国際数学者会議では招待講演者を務めた。1932年にコンプルテンセ大学に微分方程式の専攻が設置された際、この専攻で初めて教授職に就いたのがテラダスだった。スペインがスペイン内戦で揺れていた1936年から1939年には、南アメリカのブエノスアイレスやモンテビデオにあるいくつかの大学で教壇に立った。

## 会員
レアル・アカデミア・エスパニョーラの会員であり、王立精密科学・物理科学・自然科学アカデミーや、王立バルセロナ科学芸術アカデミーの会員でもあった。ブエノスアイレス大学、サンティアゴ・デ・チレ大学、トゥールーズ大学からは名誉博士号を授与されている。王立バルセロナ医学アカデミーや、アルゼンチン工学者協会や、ペルー工学者学会などの名誉会員である。1949年にはアルフォンソ10世賢王勲章を授与されている。